# Antonio Pérez Goyena
Antonio Pérez Goyena (Huarte, 17 de enero de 1863-Pamplona, 24 de octubre de 1962), fue un religioso jesuita, polígrafo y bibliógrafo español, autor del Ensayo de Bibliografía Navarra. Desde la creación de la imprenta en Pamplona hasta el año 1910, publicado en nueve tomos, entre 1947 y 1964. Es una obra indispensable para el estudio de la bibliografía de Navarra.

## Biografía
Fue alumno del colegio jesuita que hubo en Villava y, al cerrarse durante la tercera guerra carlista, continuó el bachillerato en Huesca y Pamplona. En 1879, con 16 años, ingresó en el noviciado de la Compañía de Jesús situado en Poyanne (Aquitania) en las Landas, casa dependiente de la provincia jesuita de Castilla, dada la expulsión de los jesuitas en 1668 al comienzo del Sexenio revolucionario. Al cabo de un año pasó al colegio de Loyola. Entre 1884 y 1887 cursó los estudios de Filosofía y parte de Teología en el Colegio Máximo de Oña. De 1889 a 1892 fue profesor en el colegio de segunda enseñanza de los jesuitas de Valladolid. Desde 1892 hasta 1896 cursó estudios de Teología en Oña, donde se ordenó sacerdote el 30 de julio de 1895, con 32 años.
Profesor de Teología dogmática y hebreo en Oña, en 1899 pasó a la Universidad Pontificia de Salamanca, donde obtuvo el doctorado en Teología y fue docente de esta materia durante siete años. Desde 1906 hasta 1931 vivió en Madrid, donde fue redactor de la revista de los jesuitas Razón y Fe. No obstante, entre 1921 y 1923 residió en Roma y fue miembro de  la comisión "Ratio Studiorum" que revisó el programa de estudios superiores de los jesuitas. A su regreso a Madrid participó en la creación de "Estudios Eclesiásticos: Revista de investigación e información teológica" editada por la Compañía de Jesús. En este tiempo su producción literaria abordó temas diversos relacionados con la doctrina católica y la devoción.
Durante años recogió abundante información sobre la historia de la Teología en España con el propósito de publicar una obra monumental sobre este tema, pero nunca llegó a redactarla y la documentación recopilada quedó inédita, aunque se conserva en el colegio de Loyola.
En 1932, a raíz del decreto de la II República que estableció la disolución de la Compañía de Jesús, con 69 años regresó a Pamplona. Una vez restablecida esta orden, ingresó en el colegio de los jesuitas Tudela y al poco tiempo en el de la capital navarra, donde residió durante hasta el final de sus días en 1962. En esta ciudad fue profesor de Sagrada Escritura en el Seminario Diocesano hasta 1946, fecha en la que se retiró a los 83 años, después de sufrir un serio accidente. En esta etapa escribió fundamentalmente sobre temas relacionados con la historia y la cultura de Navarra.
Falleció en el colegio de los jesuitas de Pamplona el 24 de octubre de 1964, con 99 años, cuando había redactado ocho de los nueve volúmenes del Ensayo de Bibliografía Navarra. A sus funerales asistieron las autoridades religiosas, culturales, políticas de Navarra y una representación oficial de su lugar de nacimiento.
En la última página del tomo octavo del Ensayo de Bibliografía Navarra se publicó una sencilla esquela en la que se daba cuenta de su fallecimiento para concluir: «Descanse en paz el empedernido trabajador, el operario incansable, el siervo bueno y fiel».
El "Diccionario de Historia Eclesiástica de España" concluye sobre la labor investigadora de Pérez Goyena: 

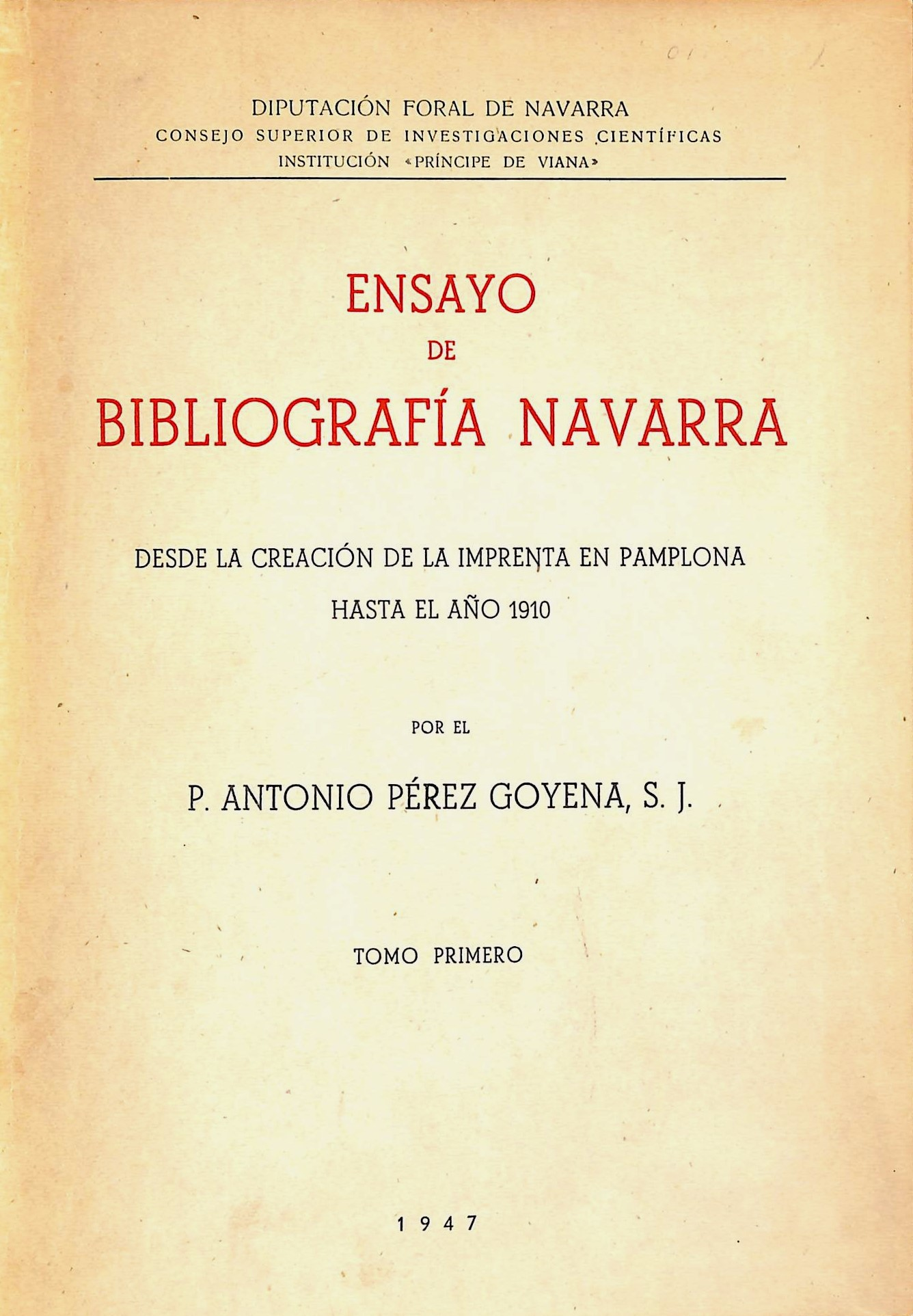
Tomo I del Ensayo de Bibliografía Navarra (1947)

Es más un erudito que un investigador. Recoge muchas minucias, se entretiene en anotar todos los errores o las opiniones de los que han escrito antes que él [...] Era sencillo, trabajador -hasta los noventa y siete años empleó unas diez horas en el trabajo científico-, fiel cumplidor de sus obligaciones como religioso, amante de la Iglesia y de su Instituto.

## Publicaciones

### Ensayo de Bibliografía Navarra
El Ensayo de Bibliografía Navarra. Desde la creación de la imprenta en Pamplona hasta el año 1910 es un riguroso y exhaustivo trabajo de recopilación de la producción impresa en Navarra, cuyo origen, protagonizado por Arnao Guillén de Brocar, Pérez Goyena fija en 1489. Ocupa nueve volúmenes publicados entre 1947 y 1964, que suman 5589 páginas y contienen 8627 registros bibliográficos. Fueron coeditados por la Diputación Foral de Navarra, el Consejo Superior de Investigaciones Científicas y la Institución Príncipe de Viana, e impresos en los talleres Aldecoa de Burgos.
Por medio de un minucioso y perseverante trabajo de búsqueda e identificación en bibliotecas y archivos privados, así como en los de comunidades religiosas y de instituciones públicas de España, recopiló y describió todo tipo de impresos: hojas sueltas, carteles, folletos, libros y publicaciones periódicas salidos de las prensas navarras. El autor resumió de esta manera las dificultades que encontró en su investigación: 

Hemos registrado numerosos archivos y bibliotecas; muchos contratiempos y montes de dificultades hemos encontrado en nuestra investigación, que a veces se convirtió en una vía dolorosa. Sírvanos esto de disculpa si la obra no sale tan cumplida y perfecta como ansiaríamos.

En su trabajo da noticia pormenorizada de los autores, editores e impresores; describe los rasgos materiales de los impresos: características del papel, calidad de los tipos de imprenta y de la tinta, formato, paginación e ilustraciones. Transcribe las portadas, hace un resumen del contenido de la obra, traduce las portadas en latín y vascuence, extracta párrafos significativos del original y da cuenta de la fuente empleada, bien sean catálogos bibliográficos, archivos o bibliotecas. 
Al final del primer tomo se publicaron los índices onomástico, de grabados, de las obras bibliográficas citadas, y el general que recogía cronológicamente todos los impresos reseñados, para terminar con las "Correcciones" o fe de erratas. En el tomo tercero se suprimió la relación de las obras bibliográficas citadas; en el tomo quinto se sustituyó el índice general por uno analítico, de conceptos, que desapareció en el octavo. Así pues, en los dos últimos tomos solo apareció el índice onomástico. Si se tiene en cuenta la dificultad de confeccionar los índices con procedimientos manuales, se comprende que presenten omisiones, particularmente el índice onomástico.
Como buena parte del clero español de su época, mantuvo una actitud beligerante con las nuevas corrientes del pensamiento y, por este motivo, en sus reseñas bibliográficas incluía su opinión sobre la ortodoxia del impreso analizado. Combatió particularmente el liberalismo, la masonería y el modernismo teológico. Sobre este último escribió:

Es un monstruo, un ciempiés, un amasijo de absurdos, que no solo pugna con la fe, sino con la razón, la historia, el sentido común y hasta el buen gusto.

Pérez Goyena tan solo escribió un breve texto a manera de introducción en el tomo primero. En él puso de relieve el interés que su trabajo podía tener para la historia de Navarra. A partir de este momento calló con modestia y ofreció, sin más disquisiciones, a lo largo de 17 años el copioso fruto de sus investigaciones.
| Tomo  | Año  | Páginas | Años      | Referencias |
| ----- | ---- | ------- | --------- | ----------- |
| I     | 1947 | 270     | 1489-1600 | 1-208       |
| II    | 1949 | 785     | 1601-1700 | 209-1068    |
| III   | 1951 | 663     | 1701-1750 | 1069-1918   |
| IV    | 1951 | 678     | 1751-1790 | 1919-2764   |
| V     | 1952 | 429     | 1791-1800 | 2765-3480   |
| VI    | 1953 | 749     | 1801-1830 | 3481-5144   |
| VII   | 1961 | 607     | 1831-1865 | 5145-6211   |
| VIII  | 1962 | 596     | 1866-1890 | 6212-7195   |
| IX    | 1964 | 812     | 1891-1910 | 7196-8627   |
| Total | 17   | 5589    | 1489-1910 | 8627        |

El repertorio bibliográfico de Pérez Goyena, al cabo de los años, fue ampliado por el capuchino Francisco Javier Cabodevilla, bibliotecario del colegio y convento de capuchinos de Lecároz, a través de tres artículos publicados en la Revista Príncipe de Viana. El primero de ellos apareció en 1979 y aportó 165 "adiciones" al Ensayo de Bibliografía Navarra. El segundo se publicó en 1990 con 110 nuevas referencias bibliográficas y en el tercero, fechado en 2011, dio noticia de 147. En total, Cabodevilla amplió el Ensayo de Bibliografía Navarra con 412 adiciones.
A pesar del paso del tiempo, el repertorio de Pérez Goyena, por la exhaustiva recopilación bibliográfica y el alto grado de fiabilidad de las referencias, constituye una fuente ineludible para el estudio de la producción impresa en Navarra, máxime cuando algunas de las obras reseñadas han desaparecido, particularmente en la Guerra Civil. Las aportaciones de Cabodevilla y el desarrollo de los catálogos en línea, como el Catálogo Colectivo del Patrimonio Bibliográfico de Navarra, han completado su trabajo pero no han mermado su valor como fuente primaria ineludible. El relativo desconocimiento de su obra, en buena parte debido a su modestia intelectual, ha dado pie a que en ocasiones haya sido aprovechada sin citarla como fuente o se haya pretendido completar sus limitaciones con aportaciones irrelevantes.

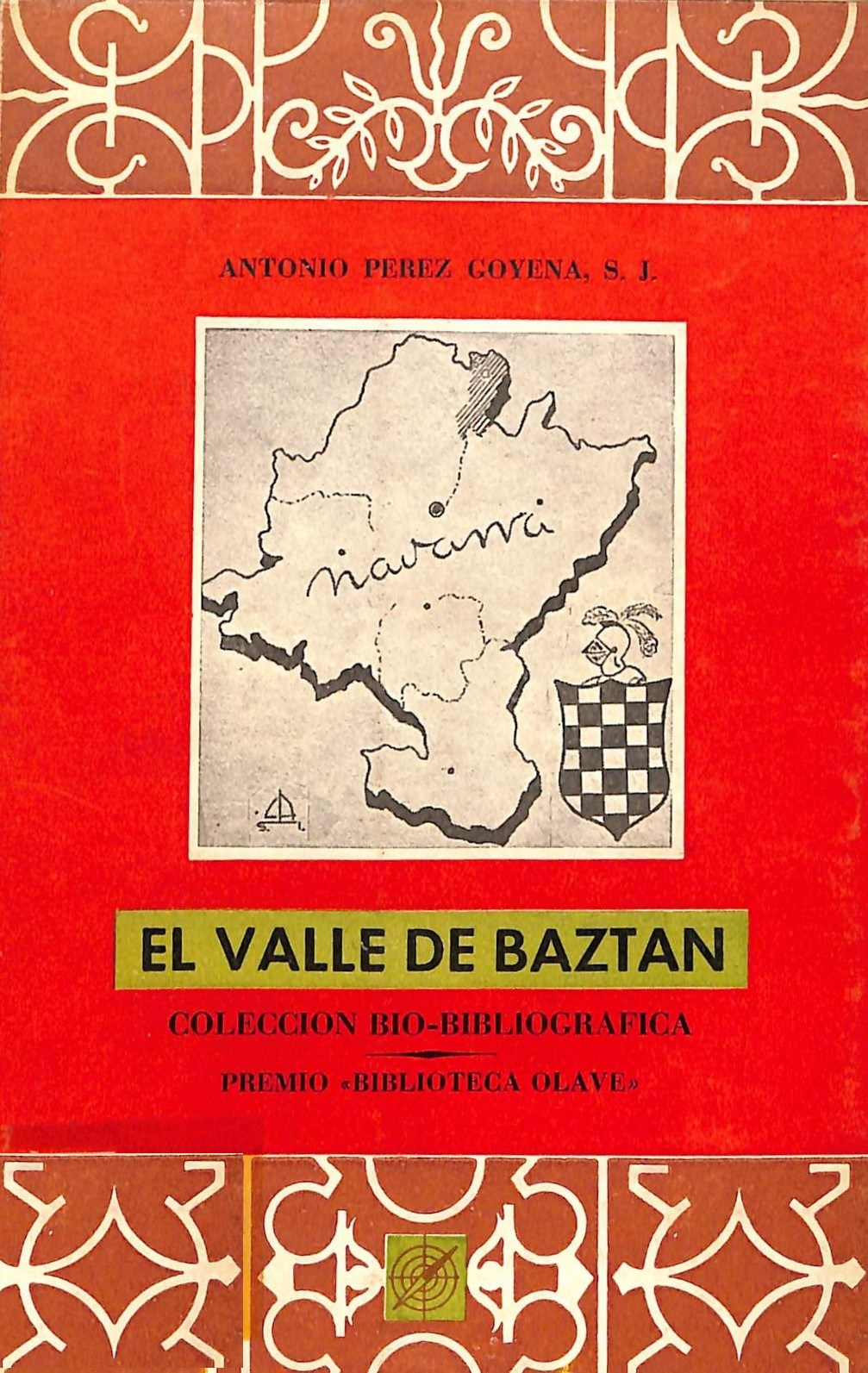
El Valle de Baztán (1958)

### Monografías
- Contribución de Navarra y de sus hijos a la historia de la Sagrada Escritura: notas históricas y bio-bibliográficas. Pamplona, [s.n.], 1944.
- La santidad en Navarra: santos, beatos y personas insignes en santidad del pueblo navarro [...]. Pamplona, Gráficas Gurrea, 1947.
- Apuntes históricos de la Villa de Huarte (cabe Pamplona). Pamplona, Librería Sánchez, [1952].
- El Valle de Baztán: colección bio-bibliográfica. Pamplona, Gómez, 1958. (Colección Ipar, 12).

### Publicaciones periódicas
Publicó numerosos artículos sobre temas teológicos, filosóficos, bibliográficos, Sagradas Escrituras, hagiográficos, históricos, literarios y de divulgación en las siguientes revistas:
- "El Mensajero del Corazón de Jesús", Bilbao, colaboró entre 1899 y 1902.[22]
- "La Bandera Inmaculada". Salamanca, ca. 1900.[23]
- "Razón y Fe", de la que fue redactor. Aquí, entre 1904 y 1931, publicó 158 artículos que ocupan más de tres mil páginas sin contar las recensiones.[24][25][26]
- "La Lectura Dominical": Órgano del Apostolado de la Prensa. Madrid, colaboró entre 1907 y 1910.[27][28]
- "The Catholic Encyclopedia", publicó artículos entre 1910 y 1912.[29]
- "Nouvelle Revue Théologique", Bruselas, colaboró entre 1920 y 1930.[30]
- "Estudios Eclesiásticos: Revista de investigación e información teológica y canónica",en la que participó como fundador, y en la que colaboró desde su aparición en 1922. Entre este año y 1931 publicó 38 artículos.[31][4]
- "La Avalancha. Revista ilustrada", entre 1923 y 1938.[32]
- "Boletín de la Comisión de Monumentos Históricos y Artísticos de Navarra", colaboró entre 1924 y 1936.[33]
- "Revista Internacional de Estudios Vascos" (RIEV), colaboró desde 1928  hasta 1949.[34]
- "Diario de Navarra", publicó artículos a partir de 1933.
- "Príncipe de Viana", colaboró a partir del número 1 publicado en 1940 hasta 1951.[35]
- "Vence", revista de las Congregaciones Marianas de Pamplona. Colaboró desde 1948 hasta 1956.
- "Hispania Sacra", colaboró a partir de 1949.[36]

Hasta el final de su larga vida continuó con sus investigaciones, de tal manera que la muerte le llegó cuando tenía preparados para la imprenta 10 originales, entre ellos el tomo noveno y último del Ensayo de Bibliografía Navarra. Además había recogido materiales para redactar 18 artículos.

## Premios, distinciones y homenajes
- El primer volumen del Ensayo de Bibliografía Navarra obtuvo el Premio "Biblioteca Olave" de Pamplona.[38]
- La santidad en Navarra: santos, beatos y personas insignes en santidad del pueblo navarro [...]. Pamplona, 1947. Fue premiada en el IX Concurso de la "Biblioteca Olave" de Pamplona.
- El Valle de Baztán: colección bio-bibliográfica. Pamplona, Gómez, 1958. Obtuvo el premio de la "Biblioteca Olave" de Pamplona. Este certamen le galardonó otras tres obras que permanecen inéditas.[39]
- En 1960 "Estudios Eclesiásticos: Revista de investigación e información teológica y canónica" le dedicó el Número Extraordinario 1: "Miscelánea. Antonio Pérez Goyena".[40]
- Huarte (Pamplona), donde nació, tiene una calle con su nombre.
- El Ayuntamiento de Pamplona en 2010 le dedicó el paseo situado frente al actual edificio de la Biblioteca de Navarra.[41][42] Pérez Goyena tuvo el carné de lector número uno de esta Biblioteca tras su apertura en 1942.